# Жьянесси, Лазар
Ла́зар Жьянесси (фр. Lazare Gianessi; 9 ноября 1925, Аниш — 10 августа 2009, Конкарно) — французский футболист и футбольный тренер, игравший на позиции защитника. Участник чемпионата мира 1954 года.

## Биография

### Клубная карьера
Жьянесси начал карьеру в «Лансе», из которого в 1946 году перешёл в «Олимпик Сен-Кантен». Отыграв три сезона в этом клубе, Жьянесси стал игроком команды «Рубе-Туркуэн», в котором отыграл три сезона и в 1952 году перешёл в «Монако».
После двух сезонов в «Монако» Жьянесси играл за «Авьон» (1954—1958), «Ланс» и «Рубе-Туркуэн», в котором закончил карьеру игрока.

### Карьера в сборной
В составе олимпийской сборной принимал участие на Олимпиаде 1948 года, на которой французы проиграли в 1/4 финале сборной Великобритании со счётом 1:0.
В составе сборной Франции принимал участие на чемпионате мира 1954 года, сыграв два матча на групповом этапе. Всего за сборную Франции сыграл 14 матчей, в которых не забил ни одного мяча.

### Тренерская карьера
С 1960 по 1962 год работал главным и играющим тренером клуба «Конкарно».

### Смерть
Скончался 10 августа 2009 года в Конкарно в возрасте 83 лет.